# گوریک (دهانه)
گوریک یک دهانه برخوردی در ماه‌ است.

## دهانه‌های اقماری
این دهانه ۱۳ دهانه اقماری دارد.
| Guericke | عرض جغرافیایی | طول جغرافیایی | قطر          |
| -------- | ------------- | ------------- | ------------ |
| A        | ۱۱.۱° S       | ۱۷.۳° W       | ۵.۰ کیلومتر  |
| B        | ۱۴.۵° S       | ۱۵.۳° W       | ۱۶.۰ کیلومتر |
| E        | ۱۰.۰° S       | ۱۲.۰° W       | ۴.۰ کیلومتر  |
| D        | ۱۲.۰° S       | ۱۴.۶° W       | ۸.۰ کیلومتر  |
| G        | ۱۴.۰° S       | ۱۵.۰° W       | ۵.۰ کیلومتر  |
| F        | ۱۲.۲° S       | ۱۵.۳° W       | ۲۱.۰ کیلومتر |
| H        | ۱۲.۴° S       | ۱۴.۲° W       | ۶.۰ کیلومتر  |
| K        | ۱۵.۱° S       | ۱۳.۳° W       | ۳.۰ کیلومتر  |
| J        | ۱۰.۶° S       | ۱۳.۴° W       | ۸.۰ کیلومتر  |
| M        | ۱۲.۹° S       | ۱۲.۵° W       | ۲.۰ کیلومتر  |
| N        | ۱۲.۵° S       | ۹.۹° W        | ۳.۰ کیلومتر  |
| P        | ۱۵.۰° S       | ۱۴.۶° W       | ۳.۰ کیلومتر  |
| S        | ۱۰.۳° S       | ۱۳.۳° W       | ۱۱.۰ کیلومتر |